# Fonction multiplicative
En arithmétique, une fonction multiplicative est une fonction arithmétique f : ℕ* → ℂ vérifiant les deux conditions suivantes : 
- f(1) = 1 ;
- pour tous entiers a et b > 0 premiers entre eux, on a : f (ab) = f(a)f(b).

Une fonction complètement multiplicative est une fonction arithmétique g vérifiant :
- g(1) = 1 ;
- pour tous entiers a et b > 0, on a : g(ab) = g(a)g(b).

Ces dénominations peuvent varier d'un ouvrage à un autre : fonction faiblement multiplicative pour fonction multiplicative, fonction multiplicative ou totalement multiplicative pour fonction complètement multiplicative.
Les fonctions multiplicatives interviennent notamment en théorie analytique des nombres, dans les séries de Dirichlet.

## Détermination et exemples
Une fonction multiplicative ƒ est entièrement déterminée par ses valeurs en les puissances non nulles des entiers premiers. En effet, d'après le théorème fondamental de l'arithmétique, tout entier n > 0 admet une décomposition en produit de facteurs premiers, unique à l'ordre près des facteurs :
où les pi sont des nombres premiers et les ki des entiers naturels, avec (pour assurer l'unicité) : la suite finie des pi est strictement croissante et chaque ki (appelé la valuation pi-adique de n) est non nul.
En appliquant ƒ, il vient :
Il n'existe aucune contrainte supplémentaire : toute suite de nombres complexes indexée par les puissances non nulles des entiers premiers donne, via la formule ci-dessus, une unique fonction multiplicative.
Pour des raisons analogues, une fonction complètement multiplicative g est entièrement déterminée par ses valeurs en les nombres premiers. En reprenant les notations ci-dessus :
Ces considérations prouvent qu'il existe une infinité de fonctions complètement multiplicatives.

### Exemples
La liste suivante fournit des fonctions dont l'intérêt est historique et/ou théorique :
Exemples de fonctions complètement multiplicatives
- la fonction puissance Idk : Idk(n) = nk, où k est un entier naturel (ou éventuellement un nombre complexe), en particulier
  - la fonction constante 1 = Id0 : 1(n) = 1 et
  - l'application identité Id = Id1 : Id(n) = n ;

- la fonction indicatrice du singleton {1}, χ{1} = δ1 : δ1(1) = 1 et pour tout entier n > 1, δ1(n) = 0 (c'est l'élément neutre pour la convolution de Dirichlet) ;
- la fonction λ de Liouville : λ(n) = (–1)Ω(n), où la fonction complètement additive Ω associe à tout n le nombre de ses facteurs premiers (comptés avec leurs multiplicités) ;
- tous les caractères de Dirichlet, comme
  - l'application {\displaystyle n\mapsto \left({\frac {n}{p}}\right),} qui associe à tout n le symbole de Legendre de n et p, où p est un nombre premier fixé.

Exemples de fonctions seulement multiplicatives
- la fonction totient de Jordan Jk, qui associe à tout n le nombre de k-uplets d'entiers compris entre 1 et n qui, joints à n, forment un k + 1-uplet de nombres premiers entre eux, en particulier
  - l'indicatrice d'Euler φ = J1

- la fonction μ de Möbius : si n est sans carré, produit de k nombres premiers distincts, alors μ(n) = (–1)k et sinon, μ(n) = 0,
- la fonction radical d'un entier : le produit de ses diviseurs premiers,
- l'application n ↦ pgcd(n, m), l'entier m étant fixé,
- la fonction somme des puissances k-ièmes des diviseurs σk qui associe à tout n la somme des puissances k-ièmes de ses diviseurs positifs (où k peut être un nombre complexe quelconque), en particulier :
  - la fonction nombre de diviseurs d = σ0 (aussi notée τ) et
  - la fonction somme des diviseurs σ = σ1 ;

- l'analogue suivant de la fonction λ de Liouville : n ↦ (–1)ω(n), où la fonction additive ω associe à tout n le nombre de ses diviseurs premiers distincts ;
- la fonction a qui à tout n associe le nombre de groupes abéliens d'ordre n (à isomorphisme près) ;
- la fonction r2/4, où r2(n) est le nombre de décompositions de n en somme de deux carrés d'entiers relatifs, en tenant compte de l'ordre dans les écritures (ce nombre est toujours un multiple de 4 ; par exemple 1 = 12 + 02 = (–1)2 + 02 = 02 + 12 = 02 + (–1)2 et donc r2(1) = 4) et sa généralisation pour les sommes de k carrés, la fonction rk/(2k), si (et seulement si) k = 1, 2, 4 ou 8,
- les fonctions indicatrices de certains ensembles, comme celui des puissances k-ièmes d'entiers (pour k > 1 fixé) ou celui des nombres non divisibles par une puissance k-ième autre que 1.

## Propriétés élémentaires
La multiplicativité et la complète multiplicativité sont préservées par produit, module et conjugaison.
Dans leur définition, la première condition (l'image de 1 est égale à 1) peut être remplacée par : la fonction est non nulle.
Si ƒ est multiplicative alors
{\displaystyle \forall a,b\in \mathbb {N} ^{*},\quad f(a)~f(b)=f({\rm {pgcd}}(a,b))~f({\rm {ppcm}}(a,b))}
où pgcd est le plus grand commun diviseur et ppcm est le plus petit commun multiple des entiers.

## Convolution de Dirichlet
La convolution de Dirichlet de deux fonctions arithmétiques ƒ et g est la fonction ƒ ✻ g définie par :
où « d|n » signifie que la somme porte sur tous les entiers positifs d diviseurs de n.
On démontre alors que si ƒ et g sont multiplicatives, ƒ ✻ g l'est aussi, et que l'ensemble des fonctions multiplicatives, muni de cette loi interne, est un groupe abélien, d'élément neutre δ1.
Les relations les plus importantes vérifiées par les fonctions multiplicatives listées ci-dessus sont :
- μ ✻ 1 = δ1,
- Jk ✻ 1 = Idk et (par inversion de Möbius) Jk = μ ✻ Idk, en particulier
  - φ ✻ 1 = Id et φ = μ ✻ Id,
- σk = Idk ✻ 1 et (par inversion de Möbius) Idk = σk ✻ μ, en particulier
  - d = 1 ✻ 1 et 1 = d ✻ μ,
  - σ = Id ✻ 1 et Id = σ ✻ μ,
- σk = Jk ✻ d (via Idk ✻ 1 = Jk ✻ 1 ✻ 1), en particulier
  - σ = φ ✻ d.

## Produit eulérien
Formellement, à une fonction arithmétique f est associée une série de Dirichlet :
{\displaystyle \sum _{n=1}^{\infty }{\frac {f(n)}{n^{s}}}}.
Le produit formel des séries associées à f et g est, par définition, la série associée à f ✻ g. On définit de façon analogue le produit formel d'une suite infinie de fonctions arithmétiques fi, sous réserve que fi(1) = 1 et que la série qui définit chaque coefficient du produit soit absolument convergente :
{\displaystyle \prod _{i}\sum _{n_{i}=1}^{\infty }{\frac {f_{i}(n_{i})}{n_{i}^{s}}}:=\sum _{n=1}^{\infty }{\frac {\sum _{\prod n_{i}=n}\prod _{i}f_{i}(n_{i})}{n^{s}}}}.
Le cas le plus important est celui d'un produit eulérien — c'est-à-dire où les indices i sont les nombres premiers, notés alors plutôt p — dans lequel les fonctions arithmétiques fp sont définies à partir d'une fonction multiplicative f par : fp coïncide avec f sur les puissances de p et est nulle ailleurs. Ce produit (des séries associées aux fp) est alors égal à la série associée à f. Si cette dernière est absolument convergente, cette égalité formelle est vraie aussi au sens de l'analyse. Voir la section d'exemples de l'article sur les séries de Dirichlet.